# 愛の旅路
『愛の旅路』（あいのたびじ）は、1980年9月1日～10月31日にTBS「花王 愛の劇場」枠にて放送された昼ドラマである。
原作は源氏鶏太の「御身」
弟の借金の為に愛人契約を結んだヒロインの波乱万丈の愛の形を描きます。

## キャスト
- 樋口可南子
- 大出俊
- 伊藤武史（現・伊藤幸雄）
- 石田信之
- 桜田千枝子
- 町田祥子
- 黒田福美

## スタッフ
- 原作 - 源氏鶏太　「御身」
- 脚本 - 西沢裕子
- 監督 - 大槻義一
- 音楽 - 菊池俊輔
- 制作 - 国際放映・TBS

## 主題歌
- 『女性（ひと）は愛に生きる愛に生きる』

歌 - 三浦弘とハニーシックス / 作詞・作曲 - 三浦弘